# Liste der Monuments historiques in Val-et-Châtillon
Die Liste der Monuments historiques in Val-et-Châtillon führt die Monuments historiques in der französischen Gemeinde Val-et-Châtillon auf.

## Liste der Immobilien
| Bezeichnung          | Beschreibung                                                                 | Standort                     | Kennzeichnung | Schutzstatus | Datum | Bild |
| -------------------- | ---------------------------------------------------------------------------- | ---------------------------- | ------------- | ------------ | ----- | ---- |
| Château du Châtillon | 14. bis 19. Jahrhundert; einschließlich der Wirtschaftsgebäude und des Parks | nordöstlich des Ortes (Lage) | PA54000087    | Inscrit      | 2016  |      |